# Dharmapur, Gulbarga
Dharmapur là một làng thuộc tehsil Gulbarga, huyện Gulbarga, bang Karnataka, Ấn Độ.